# Ford (Washington)
Ford es un área no incorporada ubicada en el condado de Stevens en el estado estadounidense de Washington.

## Geografía
Ford se encuentra ubicado en las coordenadas 47°54′30″N 117°48′21″O / 47.90833, -117.80583.